# Powiat Koszyce I
Powiat Koszyce I (słow. okres Košice I) – słowacka jednostka administracyjna znajdująca się w kraju koszyckim, obejmująca koszyckie dzielnice: Džungľa, Kavečany, Sever, Sídlisko Ťahanovce, Staré Mesto, Ťahanovce.
Powiat Koszyce I zajmuje obszar 87 km², jest zamieszkiwany przez 68 262 obywateli, co daje średnią gęstość zaludnienia w wysokości 784,62 osób na km².